# Gde ćemo večeras
Gde ćemo večeras är Indira Radićs nionde studioalbum, som gavs ut på Grand Production, år 2001.

## Låtlista
1. Ko je ona žena (Vem är kvinnan?)
2. Prevaranti (Bedragare)
3. Moju ljubav izdao si (Min kärlek förrådde)
4. Vidi šta si sad bez mene (Se vad du har gått utan mig)
5. Ne boli to (Det skadar inte att)
6. Život ide dalje (Livet går vidare)
7. Ne pitaj (Fråga inte)
8. Gde ćemo večeras (Vart ska vi ikväll?)
9. Idi ljubavi (Gå kärlek)
10. Ima nešto (Det är något)